# Liste der Kulturdenkmäler in Siebertshausen
Die folgende Liste enthält die in der Denkmaltopographie ausgewiesenen Kulturdenkmäler auf dem Gebiet des Ortsteils Siebertshausen der Gemeinde Frielendorf, Schwalm-Eder-Kreis, Hessen.
Hinweis: Die Reihenfolge der Denkmäler in dieser Liste orientiert sich an der Anschrift, alternativ ist sie auch nach der Bezeichnung oder der Bauzeit sortierbar.
Kulturdenkmäler werden fortlaufend im Denkmalverzeichnis des Landes Hessen durch das Landesamt für Denkmalpflege Hessen auf Basis des Hessischen Denkmalschutzgesetzes (HDSchG) geführt. Die Schutzwürdigkeit eines Kulturdenkmals hängt nicht von der Eintragung in das Denkmalverzeichnis des Landes Hessen oder der Veröffentlichung in der Denkmaltopographie ab.

| Bild                       | Bezeichnung                | Lage                                         | Beschreibung | Bauzeit                | Daten |
| -------------------------- | -------------------------- | -------------------------------------------- | ------------ | ---------------------- | ----- |
| Fachwerkhaus Waldstraße 6  | Fachwerkhaus Waldstraße 6  | Waldstraße LageFlur: 2, Flurstück: 79/9      |              | spätes 18. Jahrhundert |       |
| Fachwerkhaus Waldstraße 9  | Fachwerkhaus Waldstraße 9  | Waldstraße 9 LageFlur: 2, Flurstück: 76/50   |              | Ende 18. Jahrhundert   |       |
| Fachwerkhaus Waldstraße 11 | Fachwerkhaus Waldstraße 11 | Waldstraße 11 LageFlur: 2, Flurstück: 102/51 |              | spätes 18. Jahrhundert |       |